# سيدي فلاح (سكورة أهل الوسط)
سيدي فلاح هي إحدى مشيخات المملكة المغربية، تتبع جغرافيا لإقليم ورززات وإداريًا لسكورة أهل الوسط. يقدر عدد سكانها بـ 2044 نسمة حسب الإحصاء الرسمي للسكان والسكنى لسنة 2004.